# 赫卡福
赫卡福（法語：Jékafo），是馬里的城鎮，位於該國南部，由庫利科羅區的迪瓦拉省負責管轄，面積183.56平方公里，海拔高度340米，2009年人口3,622，人口密度每平方公里19.7人。